# 関市円空館

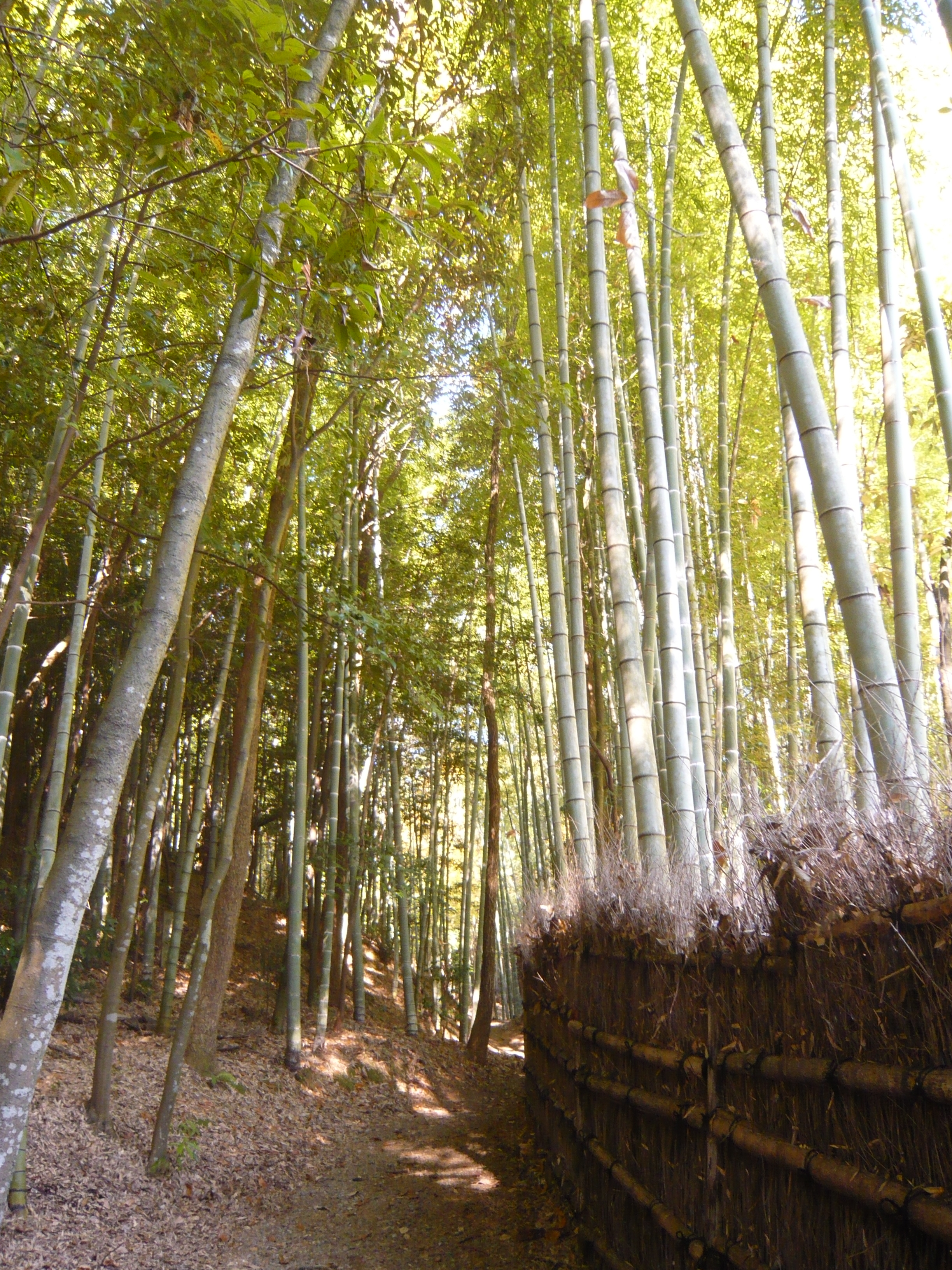
円空館までの山道

関市円空館（せきしえんくうかん、Enku Museum）は、岐阜県関市にある円空に関する博物館である。円空館と呼ばれる場合の方が多い。

## 施設
管理棟
- 多目的ルーム - 円空に関する教室の開催や円空関係の映像を観ることができる。
- 図書コーナー - 円空と弥勒寺遺跡群関係の書籍が収集されている。
- 事務室
- トイレ

展示棟
関市域の神社・寺・個人などが所蔵する円空仏約291体の中から展示するもの選定し、年3〜4回借用し展示。1回の展示数は約30体。その他、弥勒寺跡や弥勒寺官衙遺跡（弥勒寺東遺跡）、弥勒寺西遺跡の出土品なども展示してある。
- 中庭（一辺4mの方形吹き抜け）
- 展示ケース（作りつけケース3個、可動式ケース1個）
- 円空の年表
- 全国の円空仏の分布図
- 円空模造仏に触れるコーナー

## 概要
休館日
- 月曜日、祝日の翌日、年末年始（12月29日〜1月3日）、その他展示替え時

入館料
- 大人 200円（20名以上の団体 150円）
- 中学生以下 無料

## アクセス
- 長良川鉄道 「関駅」下車。タクシーで約10分。